# Вистилия
Вистилия (на латински: Vistilia) е римлянка от 1 век.

## Биография
Тя произлита от преторска фамилия и вероятно е сестра на Секст Вистилий, който е претор и приятел с Нерон Клавдий Друз, по-малкият брат на император Тиберий. През 32 г. нейният брат изпада в немилост и се самоубива.
Вистилия се омъжва шест пъти и има седем деца. От първия си брак има три деца. Дъщеря ѝ Милония Цезония става четвъртата съпруга на Калигула и майка на неговата единствена дъщеря Юлия Друзила.
От брака ѝ с претора Гней Домиций Корбулон тя е майка на римския пълководец Гней Домиций Корбулон, който е баща на Домиция Лонгина, която 70 г. става съпруга на по-късния император Домициан.
Нейните синове от друг брак са Публий Суилий Руф и от друг брак Публий Калвизий Сабин Попмоний Секунд и Квинт Помпоний Секунд.
Тя е омъжена и за Титидий Лабеон.
Вероятно една друга Вистилия, дъщеря на Секст Вистилий, осъдена от Сената за проституция  и е заточена на гръцкия остров Серифос.